# Masala chai

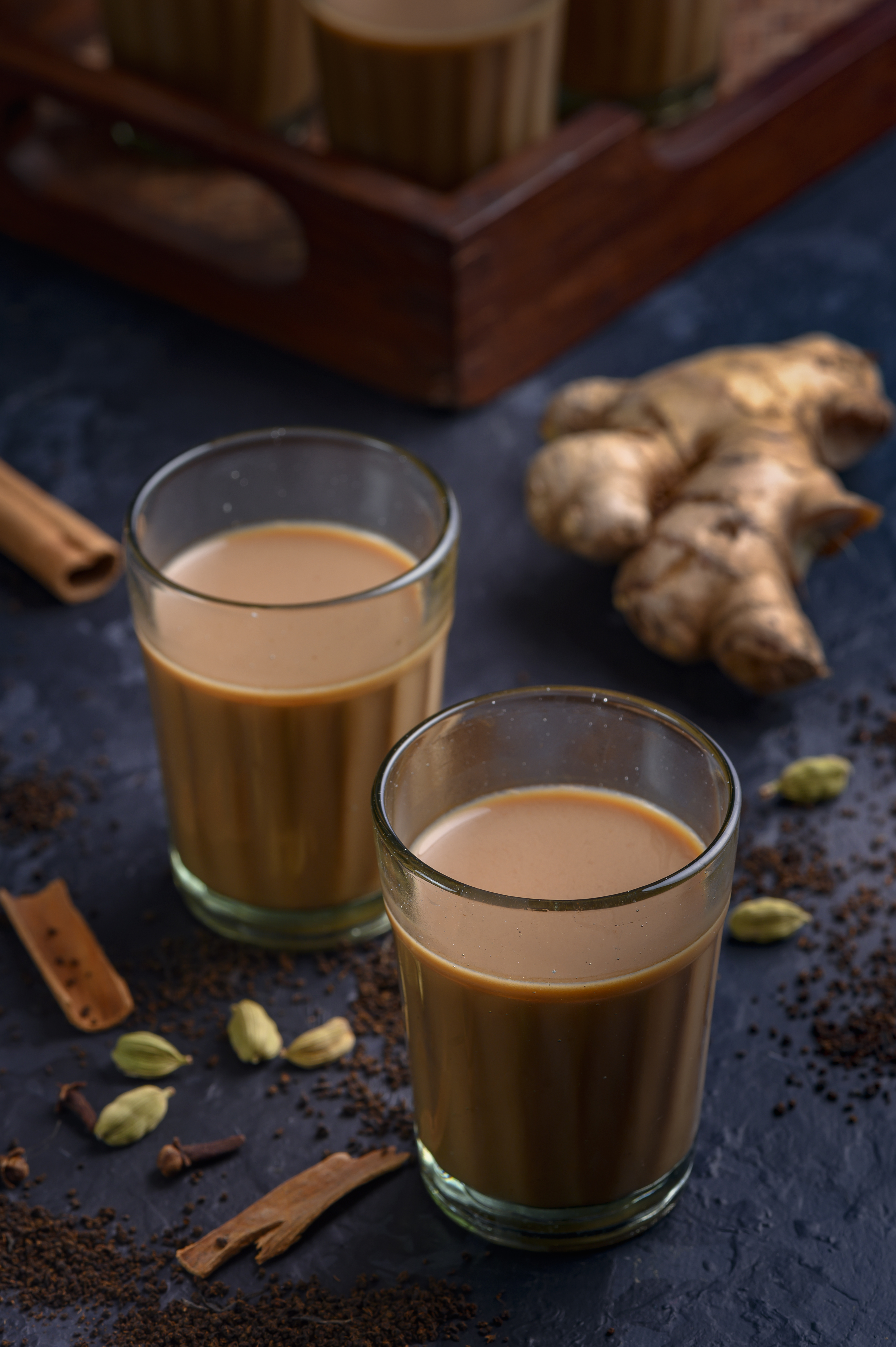
Masala Chai

Masala chai (in hindī मसाला चाय; lett. "Tè speziato misto"; in urdu مصالحہ چاےٴ‎?), o semplicemente Chai, è un tè aromatizzato indiano ricavato dal tè nero con una miscela di spezie ed erbe indiane, unite al latte.
Dall'India si è diffusa in tutto il mondo, diventando una bevanda offerta in molti cafè: sebbene la versione tradizionale sia preparata con decotti, la versione nei negozi al dettaglio prevede anche bustine da tè per l'infusione, misture istantanee e concentrati.
In molte lingue chai è una parola che significa "tè", venendo dal persiano چای chay, che a sua volta viene dalla parola mandarina per "tè": 茶 chá.
Ci sono varie versioni: dalla mistura di spezie, chiamata karha, che usa una base di zenzero e semi di cardamomo verdi, a cui talvolta si aggiungono anche anice, cannella, semi di finocchio, pepe e chiodi di garofano, a quella che prevede l'utilizzo soltanto di cardamomo verde, anice stellato, cannella e chiodi di garofano.